# Cecilia Zabala
Cecilia Zabala (Buenos Aires, 13 de octubre de 1975) es guitarrista, compositora y cantante argentina. 

## Biografía

### Discografía
Sus dos primeros discos fueron en formato dúo: con Alvarezabala dúo editaron Halo de luz, con músicas propias (2004) y con Las Morochas el disco Milonga sin palabras, dedicado a la obra de Astor Piazzolla (2005).   Con este dúo,  Las Morochas, realizó dos giras por Inglaterra  (2006 y 2008), presentándose en el Festival de Guitarras de Lewes, el National Theatre, el museo De la War Pavillion, la Casa de Haendel, la National Portrait Gallery y el Royal Albert Hall.
En el año 2007 editó su tercer trabajo discográfico, esta vez en formato solista, llamado Aguaribay, compuesto por músicas propias y versiones de “clásicos argentinos” en guitarra y voz, y que tiene invitados de la talla de Quique Sinesi, Juan Falú y Silvia Iriondo. 
En el 2008 editó Pendiente (serie Toque Argentino de Mdr Records) e incluye más música propia y de compositores contemporáneos, apartándose de las raíces folklóricas puras y revelando ritmos inusuales que interactúan con versiones de artistas más nuevos como la ruso-americana Regina Spector. Como invitados en esta producción participaron Marcelo Moguilevsky (clarón), César Lerner (acordeón), Luciano Dyzenchauz (contrabajo) y Victoria Zotalis (voz) entre otros.
En el año 2011 y con un subsidio del Fondo Metropolitano de la Ciudad de Buenos Aires editó su Presente Infinito, luego de un recorrido que la llevó por diversos países del mundo durante casi 3 años. Esta vez, su guitarra y su voz se apoyan en un concepto grupal generando un nuevo entramado para su música. La acompañan en este trabajo Eliana Liuni (vientos), Mariano Martos (bajo fretless) y Mario Gusso (percusión). Este es un disco fruto de viajes, que fueron la plataforma para que Cecilia concretara una serie de sociedades compositivas eclécticas: compuso músicas para letras del porteño Gabo Ferro y el rosarino Adrián Abonizio, a la par que cruzó su lírica con músicas de Pierre Bensusan (Francia), Joe Deleault (EE. UU.) y Luiz Simas (Brasil). 
En el año 2013 editó Violeta, esta vez dedicado a la obra para guitarra de la compositora chilena Violeta Parra. Este disco fue producido por León Gieco, y para su presentación montó, junto al poeta y artista total Fernando Noy, el espectáculo Violeta Secreta. En él se combinan el recitado de décimas de la autora con canciones “clásicas” de Violeta y una puesta visual que, junto a las músicas para guitarra sola tejen un entramado a modo de ritual potente, austero y femenino. 
En el año 2015 presentó su séptimo álbum Fronteras, junto al pianista y compositor Philippe Baden Powell. La grabación de este álbum comenzó en París en el año 2013 y fue terminada en Buenos Aires a fines del 2014. Se compone de música original compuesta en coautoría por ambos artistas y tiene la participación especial del chelista y arreglador brasileño Jaques Morelenbaum.
En la actualidad se encuentra presentando el lanzamiento de El color del silencio, su nuevo trabajo discográfico en formato solista y más dedicado a la guitarra que fue presentado en un concierto en Buenos Aires en el mes de junio de 2016.
Durante su gira 2015 en Boston realizó una grabación de sus composiciones con dos músicos de Boston, el pianista Joe Deleault y el vientista Don Davis.

### Carrera Internacional
Desde el año 2006 Cecilia realiza conciertos en el exterior, ya sea con su dúo Las Morochas (UK), como solista y junto a músicos locales, presentándose en Alemania, Suiza, España, Francia y Portugal. En el año 2008-2009 fue elegida para formar parte del International Guitar Night, proyecto donde realizó la grabación de un disco en vivo (Victoria, British Columbia, Canadá en febrero de 2008) y diferentes tours en Reino Unido y Canadá en el 2008 y Estados Unidos en el 2009,  compartiendo escenarios y músicas con renombrados guitarristas de la talla de Benjamin Verdery (USA), Pierre Bensusan (Francia), Dale Kavanagh (Alemania), Miguel de la Bastide (Canadá), Andy Sheppard (Canadá) y Brian Gore (USA). Además de los conciertos en sus giras, Cecilia realiza workshops y master class enfocadas en la música argentina, la composición de canciones y los arreglos para guitarra.
En el año 2010-2011 realizó sus primeras tres giras solistas en Estados Unidos, dando conciertos en Nueva Orleans, Nueva York, Boston, San Francisco, Sacramento, Eugene Oregon, Huntington West Virginia y Wichita, Kansas. También dictó clases magistrales sobre música argentina para guitarra en la Universidad de Yale, en la Sociedad de Guitarra Clásica de Nueva York, en la Universidad de Oregon, en la Universidad de Marshall y en la Sociedad de Guitarra de Wichita.  En el año 2015 regresó a Estados Unidos para participar del LAMC (Latin Alternative Music Conference) y realizar una serie de conciertos en Filadelfia, New Orleans, Wichita, New Hampshire y New York. En ese mismo año fue seleccionada para participar de la feria Exib Música (Bilbao) en formato solista y junto a su grupo en el mercado de música CIRCULART realizado en Medellín, Colombia. Actualmente acaba de participar en el Festival Barnasants (Barcelona) y de presentar su último trabajo Fronteras en Francia, Bélgica, Alemania, Suiza y España, en una gira auspiciada por el Ministerio de Cultura de la Nación donde realizó 15 conciertos en 30 días, con excelente recepción del público y de la prensa.

## Discografía

### En el dúo Alvarezabala dúo
- Halo de luz (2004)

### En el dúo Las Morochas
- Milonga sin palabras (2005)

### En el dúo con Philippe Baden Powell
- Fronteras (2015)

### Como solista
- Aguaribay (2007)
- Pendiente (2008)
- Presente Infinito (2011)
- Violeta (2013)
- El color del silencio(2016)

### Colaboraciones
- Aguaribay (con Quique Sinesi, Silvia Iriondo y Juan Falú en álbum Aguaribay, 2007)
- Vidala para mi sombra (con Juan Falú en álbum Aguaribay, 2007)
- Camaleón de papel (con Marcelo Moguilevsky en álbum Pendiente, 2008)
- Milton (con César Lerner en álbum Pendiente, 2008)
- Fronteras (álbum) (con Philippe Baden Powell, 2015)
- Año Nuevo (con Jaques Morelenbaum en álbum Fronteras, 2015)

#### Discografía como invitada
- "Otra danza para bailar de Adriana Huberman (2004)

### Colaboraciones en vivo

#### Shows Nacionales
Quique Sinesi, Silvia Iriondo, Raúl Carnota, Nora Sarmoria, Liliana Herrero, Carlos Aguirre, Juan Quintero, Leo Maslíah, Daniel Maza, Franco Luciani, Carolina Peleritti, Luis Pescetti, Yusa.

#### Shows Internacionales
Pierre Bensusan, Benjamin Verdery, Dale Kavanagh, Brian Gore (International Guitar Night), Joe Deleault, Don Davis, Andrea Carlson, David Bopdrumer, Ken Ullansey, Kevin MacConnell (USA), Niki Barulli, Marco Di Natali, Elmar Shäffer (Italia).